# The Times of India
The Times of India es un periódico diario de gran formato en inglés muy popular en India. Tiene la mayor circulación entre todos los diarios en inglés en el mundo, en todos los formatos (gran formato, compacto, berliner y en línea). Es propiedad de The Times Group, que a su vez es propiedad de la familia Sahu Jain.
En 2008, el periódico informó que (con una circulación de más de 3,14 millones de ejemplares) estaba certificado por la Audit Bureau of Circulations como el diario más vendido en inglés a nivel mundial, con lo cual se ubicaba en el puesto 8° como periódico más vendido en el mundo en cualquier idioma. Según una encuesta de lectoría en India de 2008, el Times of India es el periódico en inglés más leído en India, con una lectoría de 13,3 millones. Según ComScore, la versión en línea de TOI es la página web más visitada de un periódico con 159 millones de visitas en mayo de 2009, superando a las páginas Web de The New York Times, The Sun, Washington Post, Daily Mail y USA Today.

## Historia
The Times of India fue fundado el 3 de noviembre de 1838 como The Bombay Times and Journal of Commerce, durante el Raj Británico. Fue adoptado en 1861. Publicado cada sábado y miércoles, The Bombay Times and Journal of Commerce fue lanzado como una edición bisemanal. Contenía noticias de Europa, América y el Subcontinente Indio, que eran transmitidas entre India y Europa vía barcos de vapor regulares. Las ediciones diarias del periódicos empezaron en 1850 y, para 1861, el Bombay Times fue rebautizado como The Times of India. En el siglo XIX, esta compañía empleaba a más de 800 personas y tenía una tirada considerable en India y Europa. Originalmente controlado y de propiedad británica, su último editor británico fue Ivor S. Jehu, quien renunció a su cargo en 1950. Fue después de la independencia de India que la propiedad del periódico pasó a manos de la entonces famosa familia de industria de Dalmiya y, luego, fue comprado por Sahu Shanti Prasad Jain del grupo Sahu Jain de Bijnore, Uttar Pradesh.
El Times of India es publicado por el grupo de medios Bennett, Coleman & Co. Ltd. Esta compañía, junta con el grupo de compañías conocida como The Times Group, también publica The Economic Times, Mumbai Mirror, el Navbharat Times (uh diario de gran formato en hindi), el Maharashtra Times (un diario de gran formato en maratí).
El Times se declara a sí mismo como un periódico liberal y algunas veces es descrito como irreverente.
En enero de 2007, la edición en canarés fue lanzada en Bangalore y en abril de 2008, se lanzó la edición en Chennai. Sus principales rivales en India son The Hindu y el Hindustan Times, que poseen la segunda y tercera posición en cuanto a circulación.

## Ediciones y publicaciones

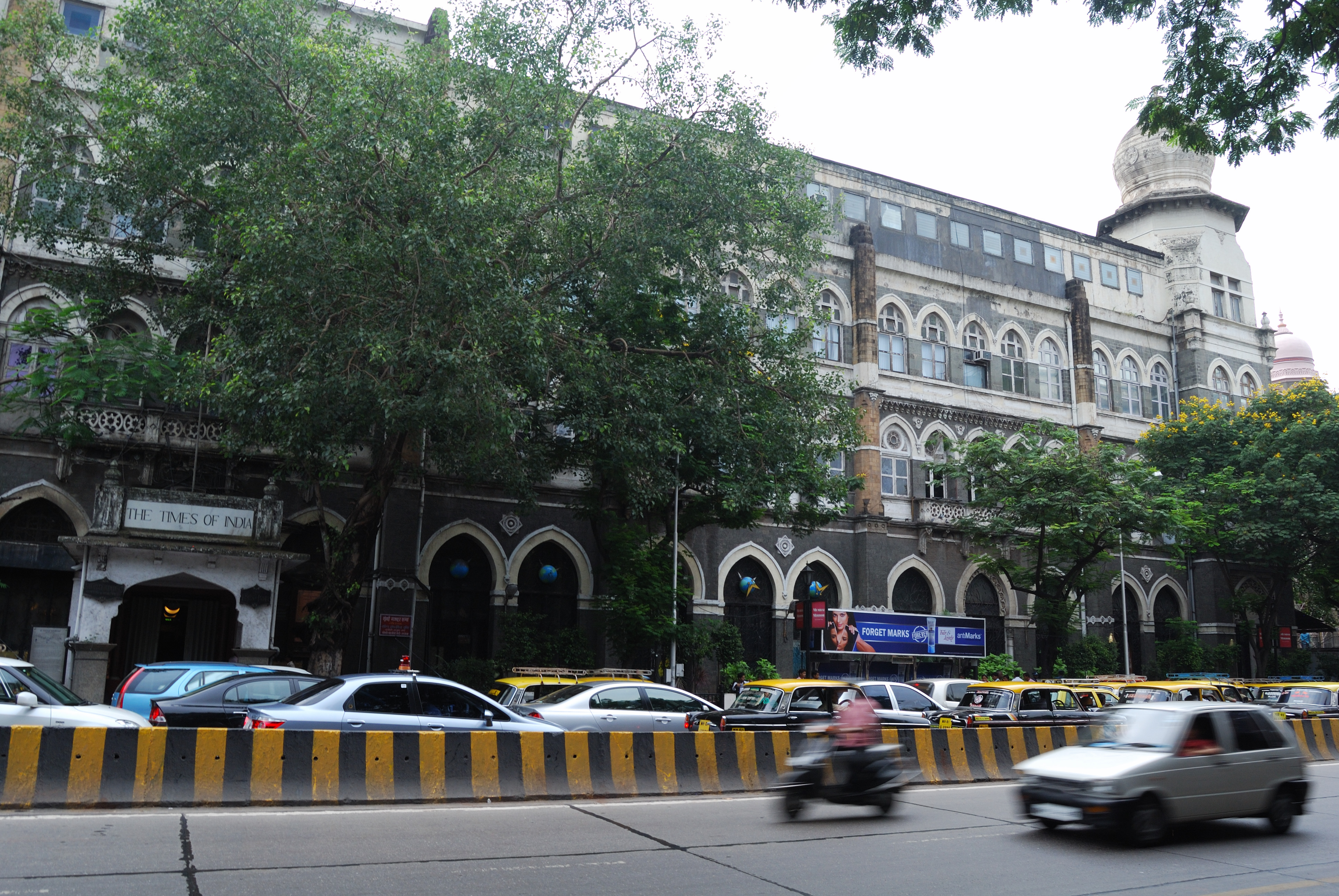
La primera oficina del TOI está frente a la Chhatrapati Shivaji Terminus en Mumbai, donde fue fundada.

TOI es publicado por el grupo de medios Bennett, Coleman & Co. Ltd. La empresa, junto con su otro grupo de empresas, conocido como The Times Group, también publica Ahmedabad Mirror, Bangalore Mirror, Mumbai Mirror, Pune Mirror; Economic Times; ET Panache (Mumbai, Delhi y Bangalore de lunes a viernes) y ET Panache (Pune y Chennai todos los sábados); Ei Samay Sangbadpatra, (un diario en bengalí); Maharashtra Times, (un diario en marathi); Navbharat Times, (un diario en hindi).
TOI tiene sus ediciones en ciudades importantes como Mumbai, Agra, Ahmedabad, Allahabad, Aurangabad, Bareilly, Bangalore, Belgaum, Bhopal, Bhubaneswar, Coimbatore, Chandigarh, Chennai, Dehradun, Delhi, Gorakhpur, Gurgaon, Guwahati, Gwalior, Hubli, Hyderabad, Indore, Jabalpur, Jaipur, Jammu, Kanpur, Kochi, Kolhapur, Kolkata, Lucknow, Ludhiana, Madurai, Malabar, Mangalore, Meerut, Mysore, Nagpur, Nashik, Navi Mumbai, Noida, Panaji, Patna, Pondicherry, Pune, Raipur, Rajkot, Ranchi, Shimla, Surat, Thane, Tiruchirapally, Trivandrum, Vadodara, Varanasi, Vijayawada y Visakhapatnam.

## Críticas y controversias

### Noticias pagadas
TOI ha sido criticado por ser el primero en institucionalizar la práctica de las noticias pagadas en la India, donde los políticos, empresarios, corporaciones y celebridades pueden pagar al periódico y sus periodistas transmitirían las noticias deseadas por el pagador El periódico ofrece el protagonismo con el que se colocan las noticias pagadas y la página en la que se muestran en función del monto del pago. Según esta práctica, un plan de pago garantiza una noticia y una cobertura positiva para el pagador. En 2005, TOI comenzó la práctica de "tratados privados", también llamados "capital de marca", donde a nuevas empresas, individuos o películas que buscaban cobertura masiva y relaciones públicas, grandes marcas y organizaciones se les ofrecía cobertura positiva sostenida y complementos en sus columnas de noticias a cambio de acciones u otras formas de obligaciones financieras con Bennett, Coleman & Company, Ltd. (B.C.C.L.), los propietarios de TOI. El B.C.C.L., con su programa de "tratados privados", adquirió participaciones en 350 empresas y generó el 15% de sus ingresos en 2012, según un artículo crítico del The New Yorker. La práctica de "noticias pagadas" y "tratados privados" iniciada por TOI ha sido adoptada desde entonces por el grupo The Hindustan Times, el grupo India Today, el grupo Outlook y otros grupos de medios importantes de la India, incluidos los canales de televisión indios. Esta división de la empresa pasó a llamarse posteriormente Brand Capital y tiene contratos vigentes con muchas empresas de diversos sectores.
Las "noticias pagadas" y los "tratados privados" desdibujan la línea entre contenido y publicidad, con la cobertura favorable escrita por los reporteros en nómina de TOI. El periódico defendió su práctica en 2012 afirmando que incluye una nota para informar al lector, aunque en letra pequeña, de que su contenido es "publicidad publicitaria y promoción de entretenimiento", y que lo hacen para generar ingresos como " "Todos los periódicos del mundo publican publirreportajes", según los propietarios de TOI Según Maya Ranganathan, esta superposición en la función de un periodista para actuar también como buscador de ingresos de marketing y publicidad para el periódico plantea cuestiones de conflicto de intereses, un problema que se ha transformado en una escala cada vez mayor en la India y reconocido por la autoridad SEBI de la India. en julio de 2009.
Según una iniciativa de venta de publicidad llamada Medianet, si una gran empresa o estudio de Bollywood patrocinara un evento digno de mención, el evento sería cubierto por TOI, pero el nombre de la empresa o estudio que lo patrocinó no se mencionará en el periódico a menos que paguen. TOI para publicidad. En 2010, un informe de un subcomité del Consejo de Prensa de la India encontró que la estrategia de noticias pagadas de Medianet se había extendido a una gran cantidad de periódicos y más de quinientos canales de televisión..
Los críticos afirman que las noticias pagadas y los tratados privados de la compañía distorsionan su cobertura y protegen del escrutinio a los anunciantes de sus periódicos. The Hoot, un sitio web de crítica de los medios, ha señalado que cuando se estrelló un ascensor en un complejo de apartamentos de lujo de 19 pisos en Bangalore, matando a dos trabajadores e hiriendo a siete, todos los periódicos en inglés y kannada, con excepción de TOI, mencionaron el nombre de la empresa constructora Sobha Developers, de la que era socio privado. Un artículo titulado "cosecha de oro a través del algodón bt", que apareció por primera vez en la edición de TOI de Nagpur en 2008, reapareció sin cambios en 2011, esta vez con una letra pequeña alertando de que el artículo era un "artículo de marketing". En ambos casos, el artículo era objetivamente incorrecto y hacía afirmaciones falsas sobre el éxito del algodón genéticamente modificado de Monsanto. Según un artículo crítico publicado en la revista india de investigación The Caravan, cuando en 2005 la planta de Honda Motors en Gurgaon experimentó un conflicto de ocho meses entre la dirección y los trabajadores no sindicalizados por los salarios y las condiciones de trabajo, el Times of India cubrió las preocupaciones de Honda y el daño causado al clima de inversión de la India e ignoraron en gran medida las cuestiones planteadas por los trabajadores..
Vineet Jain, director general de B.C.C.L., ha insistido en que existe un muro entre las ventas y la sala de redacción, y que el periódico no brinda una cobertura favorable a los socios comerciales de la empresa. "Nuestros editores no saben a quién tenemos", dijo Jain, aunque luego reconoció que todos los clientes con tratados privados figuran en el sitio web de la empresa. Ravindra Dhariwal, ex director ejecutivo de B.C.C.L. había defendido los tratados privados en una entrevista de 2010 con la revista Outlook y afirma que los socios en los tratados privados firman contratos en los que acuerdan cláusulas por las que no recibirán ninguna cobertura editorial favorable.

### Comportamiento anticompetitivo
Ha habido afirmaciones de que TOI cerraría acuerdos con los anunciantes sólo si eliminaban sus anuncios de otros periódicos competidores.
TOI también está envuelto en una demanda activa contra el Financial Times. En 1993, cuando el Financial Times se preparaba para entrar en el mercado indio, Samir Jain, vicepresidente de B.C.C.L., registró el término "Financial Times" como marca registrada de su empresa y lo declaró propiedad intelectual en un intento de obstaculizar al Financial Times y evitar que compitan con The Economic Times, propiedad de B.C.C.L.
En 1994, cuando el Hindustan Times era el periódico de mayor venta en Nueva Delhi, TOI redujo sus precios en un tercio, a una rupia y media, después de haber reforzado su fuerza de ventas de anuncios en preparación para la caída de precios para compensar la pérdida de ingresos por circulación. En 1998, el Hindustan Times había caído al segundo lugar en Delhi. TOI adoptó una estrategia similar en Bangalore, donde bajaron el precio a una rupia a pesar de las protestas de Siddharth Varadarajan, uno de los editores del periódico en ese momento, quien calificó la estrategia de "precios predatorios".

### Operación de Cobrapost
En 2018, Vineet Jain, director general de B.C.C.L., y Sanjeev Shah, presidente ejecutivo de B.C.C.L., fueron captados en cámara como parte de una operación encubierta por parte de Cobrapost, un sitio web de noticias sin ánimo de lucro, acordando promover contenido de derechas a través de las numerosas propiedades de medios del grupo por un gasto propuesto de 500 millones de rupias, parte de los cuales, según el cliente, solo se podían pagar con dinero negro. B.C.C.L. respondió a la operación afirmando que el vídeo publicado por Cobrapost estaba "modificado" e "incompleto" y que el director ejecutivo Vineet Jain estaba involucrado en su propia "operación inversa" para exponer al reportero encubierto durante ma grabación. La compañía no ha publicado su evidencia en video.